# Harrow County
Harrow County est une série de bande dessinée américaine créée par Cullen Bunn et Tyler Crook, publiée entre 2015 et 2018 par Dark Horse Comics. La version française de la série est publiée par Glénat dans la collection Glénat Comics.

## Genèse
Harrow County commence en tant que série d'histoire intitulée Countless Haints écrites par Cullen Bunn et publiées sur son site personnel. Dix chapitres sortent avant d'être retirés. L'histoire est ensuite proposée sous forme de bande dessinée américaines dessinée par l'artiste et co-créateur de l'œuvre, Tyler Crook. Le personnage principal, Madrigal, est renommé Emmy, la période temporelle passe du présent aux années 1930 et le lieu de l'action de Ahmen's Landing à Harrow County.
Lorsque Bunn commence à travailler sur la série, il écrit les deux premiers arcs afin d'en faire une histoire complète tout en souhaitant qu'Harrow County ait assez de succès pour en continuer la parution. Crook choisit d'illustrer le livre à l'aquarelle afin d'éviter l'ordinateur et de rendre le projet plus agréable pour lui-même. Il crée même un formulaire de commande spécial en tant que matériel promotionnel et réalise des vidéos montrant la mise en couleur de la série. Il compose également une bande son pour les deux premiers arcs.
Durant la parution d'Harrow County, Cullen Bunn et Tyler Crook partagent régulièrement les coulisses de la création de l'œuvre dans une colonne intitulée The Harrow County Observer, la chaine YouTube de Tyler Crook ainsi que dans la section « croquis » des recueils.
La plupart des numéros de Harrow County incluent des histoires courtes intitulées Tales of Harrow County, absentes des albums reliés mais recueillies dans la version reliée deluxe publiée après la fin de la série. L'histoire en une page Lovelorn, absente accidentellement d'Harrow County #31, est mise en ligne gratuitement par Dark Horse Comics.

## Publication

### Publications françaises
- Harrow County, Glénat, coll. « Glénat Comics » :

1. Spectres innombrables, 15 juin 2016  (ISBN 978-2-344-01249-9)
2. Bis repetita, 2 novembre 2016  (ISBN 978-2-344-01250-5)
3. Charmeuse de serpents, 7 juin 2017  (ISBN 978-2-344-02234-4)

## Récompenses
| Année | Prix             | Catégorie                           | Nomination                                 | Résultat   | Référence |
| ----- | ---------------- | ----------------------------------- | ------------------------------------------ | ---------- | --------- |
| 2015  | Prix Bram-Stoker | Roman graphique                     | Harrow County – Volume 1: Countless Haints | Nomination | [ 81 ]    |
| 2016  | Prix Eisner      | Meilleure nouvelle série            | Cullen Bunn et Tyler Crook                 | Nomination | [ 82 ]    |
| 2016  | Prix Ghastly     | Meilleur titre en cours de parution | Cullen Bunn et Tyler Crook                 | Lauréat    | [ 83 ]    |
| 2016  | Prix Ghastly     | Meilleur scénariste                 | Cullen Bunn                                | Lauréat    | [ 83 ]    |
| 2016  | Prix Ghastly     | Meilleur artiste                    | Tyler Crook                                | Lauréat    | [ 83 ]    |

## Adaptation télévisuelle
Dans le cadre d'un accord d'exclusivité entre Universal Cable Productions (en) et Dark Horse Comics, une adaptation télévisuelle était en développement en 2015.